# Rober Eryol
Rober İsaac Eryol (* 21. Dezember 1930 in Mersin; † 21. Dezember 2000 in Maltepe, Istanbul) war ein türkischer Fußballspieler. Aufgrund seiner langjährigen Tätigkeit für Galatasaray Istanbul wird er stark mit diesem Verein assoziiert. Er war ein wichtiger Bestandteil jener Mannschaft, in der er mit Spielern wie Metin Oktay, Suat Mamat, İsfendiyar Açıksöz, Kadri Aytaç und Turgay Şeren in den 1950er-Jahren den türkischen Fußball sehr stark beeinflusste. Mit der Türkischen Nationalmannschaft nahm er an der Weltmeisterschaft 1954 teil.

## Kindheit
Eryol kam 1930 als Sohn von jüdischen Türken in der südanatolischen Stadt Mersin auf die Welt. Im Ersten Weltkrieg fiel sein Großvater als Soldat in der Schlacht von Gallipoli. 1937 siedelte die Familie in die türkische Weltmetropole Istanbul über und ließ sich im Stadtteil Beyoğlu (auch als Pera bekannt) nieder. Innerhalb dieses Stadtteils zog man in das Viertel Taksim, wo damals viele Minderheiten lebten. Hier absolvierte er 1950 das renommierte Saint-Joseph-Gymnasium.

## Karriere

### Verein
Nachdem seine Familie 1937 nach Istanbul gezogen war, begann der junge Eryol hier mit dem Fußballspielen auf der Straße. Nachdem er bei mehreren Amateurvereinen gespielt hatte, wurden mehrere Teams auf ihm aufmerksam und versuchten ihn zu verpflichten. Unter den Interessenten waren auch die beiden Istanbuler Vereine Beyoğluspor und Taksim SK. Da aber beide Teams Vereine der nicht-muslimischen Minderheiten waren und zu dieser Zeit auch deren Spieler diesen Minderheiten angehörten, lehnte Eryol diese Angebote ab. Er selbst sah sich immer als türkischen Staatsbürger und entschied sich deshalb dafür, mit 16 Jahren in der Jugend des ortsansässigen Vereins von Beyoğlu, Galatasaray Istanbul, zu spielen.
1948 wurde er vom damaligen Trainer der Männermannschaft, dem Engländer Peter Molloy, in den Kader aufgenommen. Zu dieser Zeit existierte in der Türkei keine landesübergreifende Fußballliga. Stattdessen gab es in den Ballungszentren wie Istanbul, Ankara und Izmir regionale Ligen, von denen die İstanbul Futbol Ligi (dt.: Istanbuler Fußballliga) als die renommierteste galt. Zudem wurde ab 1936 der Versuch unternommen, mit der Türkiye Maarif Mükafatı eine Art nationale Meisterschaft zu etablieren, eine als Turnier konzipierte und unregelmäßig veranstaltete nationale Fußballliga der Türkei. Eryol gab sein Debüt für Galatasaray als Achtzehnjähriger während der Partie in der Istanbuler Fußballliga vom 28. März 1948 gegen Beşiktaş Istanbul. In dieser Partie spielte Eryol über die volle Spiellänge. Bis zum Saisonende am 5. Juni 1948 absolvierte Eryol eine weitere Begegnung für sein Team. Die nachfolgende Spielzeit beendete seine Mannschaft mit der Meisterschaft, wobei Eryol kein Spiel absolvierte. Eryol kam in der Spielzeit 1949/50 wieder zu Spieleinsätzen. Er absolvierte zwei Spiele und erzielte dabei ein Tor. Zum Sommer 1950 übernahm der Engländer Donald Lockhead bei Galatasaray das Traineramt. Unter diesem Trainer kam Eryol zu mehr Spieleinsätzen.
1952 wurde die Istanbuler Fußballliga in eine Profiliga mit dem Namen İstanbul Profesyonel Ligi (dt.: Istanbuler Profiliga) überführt. An dieser Liga nahmen die meisten Istanbuler Teams teil. Eryol nahm mit Galatasaray an dieser Liga teil und eroberte sich hier einen Stammplatz. Er absolvierte zwölf der 15 Ligapartien. Die Saison beendeten die Rot-Gelben hinter Beşiktaş als Vizemeister. In die neue Saison startete man zwar wieder mit Lockhead, jedoch wurde dieser Trainer nach dem 4. Spieltag durch die ehemalige Spielerlegende und langjährigen Mannschaftskapitän des Vereins, Gündüz Kılıç, abgelöst. Kılıç hatte am Ende der vorherigen Saison seine Fußballkarriere beendet und im Anschluss den Trainerposten bei der Reservemannschaft des Vereins übernommen. Unter seinem Mannschaftskapitän der Vorsaison behielt Eryol seinen Stammplatz und wurde in 16 der 18 Ligabegegnungen eingesetzt.
Nachdem man in der Spielzeit 1952/53 die Meisterschaft verpasste, ersetzte man Kılıç durch den ungarischen Trainer László Székely. Auch unter diesem Trainer blieb Eryol unumstrittener Stammspieler und avancierte zu einem der besten Rechtsverteidiger der Liga. Der damalige Trainer der türkischen Nationalmannschaft, der Italiener Sandro Puppo, wurde auf den Youngster aufmerksam und nominierte ihn für ein Testspiel gegen die Schweizer Nationalmannschaft. Székely wurde nach dem 10. Spieltag der Saison 1953/54 durch seinen Vorgänger Gündüz Kılıç ersetzt. Unter Kılıç festigte Eryol seine Position des Linksverteidigers und avancierte zu einem der besten Spieler Linksverteidiger der Liga. Galatasaray verpasste zum Ende der Spielzeit 1953/54 die Meisterschaft und wurde erneut hinter Beşiktaş Vizemeister. In der nächsten Spielzeit, der Spielzeit 1954/55, beendete Galatasaray die Saison erstmals mit der Meisterschaft der Istanbuler Profiliga. Während Eryol in der Spielzeit 1954/55 noch regelmäßig eingesetzt wurde, saß er in der Saison 1955/56, teilweise durch seinen Militärdienst bedingt, überwiegend auf der Ersatzbank und absolvierte sechs Ligaspiele. Er absolvierte eine Offiziersausbildung und blieb so länger vom Mannschaftsbetrieb entfernt als andere Spieler, die den regulären Militärdienst absolvieren mussten. Er musste zum Wochenende aus Balıkesir anreisen und verpasste so einen Großteil des Trainings. Nachdem er auch die nachfolgende Saison aufgrund seiner Abwesenheit wenig Berücksichtigung in der Kaderwahl gefunden hatte, entschied er im Oktober 1956, im Alter von 26 Jahren seine aktive Fußballspielerlaufbahn zu beenden.

### Nationalmannschaft
Eryol wurde bereits 1951 in die zweite Auswahl der türkischen Nationalmannschaft nominiert und gab hier sein Debüt gegen die zweite Auswahl Frankreichs am 1. November 1951.
Nachdem er 1953 bei seinem Verein Galatasaray auf der Position des Linksverteidigers durch gute Leistungen überzeugte, nominierte ihn der Nationaltrainer Sandro Puppo für ein Testspiel gegen die Schweizer Nationalmannschaft am 25. Mai 1953. Eryol gab während dieser Partie sein Länderspieldebüt für die A Nationalmannschaft. Fortan zählte er zwei Jahre lang zu den regelmäßig nominierten Nationalspielern.
Er wurde auch in den Kader der Türkei für die Weltmeisterschaft 1954 berufen. Hier belegte man am Ende der Gruppenphase punktgleich mit der deutschen Auswahl den zweiten Tabellenplatz. Obwohl man das bessere Torverhältnis hatte, wurde nach der damaligen Regelung der Gruppenzweite durch ein Entscheidungsspiel zwischen diesen beiden Teams entschieden. Diese Begegnung entschied Deutschland 7:2 für sich. Eryol absolvierte alle sechs Spiele seines Teams während dieses Turniers. Nach der WM fand Eryol keine weitere Berücksichtigung in der Nationalelf.
Neben seiner Tätigkeit für die reguläre Nationalmannschaft spielte er auch einige Mal für die türkische Militärnationalmannschaft. Mit dieser wurde er 1955 Militärweltmeister.

## Trainerkarriere
Nach dem Ende seiner Spielerkarriere arbeitete Eryol als Offizier bei den Türkischen Streitkräften. 1961 beendete er seine Militärlaufbahn und hielt sich oft in Israel auf. Hier übernahm er bei Maccabi Tel Aviv das Traineramt. Nach dieser ersten Trainererfahrung arbeitete er nicht weiter als Trainer. Eine Zeitlang war er Vereinsfunktionär bei Galatasaray.

## Tod
Eryol verstarb am 21. Dezember 2000 im Istanbuler Stadtteil Maltepe.

## Erfolge
Mit Galatasaray Istanbul
- Meister der İstanbul Futbol Ligi: 1948/49
- Meister der İstanbul Profesyonel Ligi: 1954/55, 1955/56

Mit der Türkischen Nationalmannschaft
- Teilnehmer der Weltmeisterschaft: 1954

Mit der Türkischen Militärnationalmannschaft
- Militärweltmeister: 1955

## Trivia
- Während eines Länderspiels gegen die Syrische Fußballnationalmannschaft reiste Eryol mit der türkischen Nationalmannschaft nach Syrien. Da er jüdischen Glaubens war, wurde ihm die Einreise verweigert. Daraufhin drohte die Türkische Auswahl mit einer sofortigen Rückreise und erwirkte so eine Einreise Eryols.[5]
- Eryol nahm während seines Aufenthalts in Israel zusätzlich zu seinem türkischen Nachnamen noch den Nachnamen Serf an.